# Hiram Bingham
Hiram Bingham, formal Hiram Bingham III, (n. 19 noiembrie 1875 – d. 6 iunie 1956) a fost un academician, explorator și senator din partea statului Connecticut din Statele Unite.

## Legături externe
- Lucrări de Hiram Bingham la Proiectul Gutenberg
- Lucrări de Hiram Bingham la LibriVox (cărți audio aflate în domeniul public)